# آكا أندرسون
آكا أندرسون (بالسويدية: Åke Andersson)‏ (مواليد 22 أبريل 1917) هو لاعب كرة قدم. يلعب مع منتخب السويد لكرة القدم. سبق له أن لعب في كأس العالم لكرة القدم مع منتخب بلاده.

## الروابط الخارجية
- آكا أندرسون على موقع الاتحاد الدولي (مؤرشف)  (الإنجليزية)
- آكا أندرسون على موقع قاعدة بيانات كرة القدم.إي يو (الإنجليزية)
- آكا أندرسون على موقع ناشيونال فوتبول تيمز (الإنجليزية)